# Elia Rigotto
Elia Rigotto (Vicenza, 4 marzo 1982) è un ex ciclista su strada italiano.

## Carriera
Passista veloce, si mette in luce tra i dilettanti come uno dei giovani più interessanti. Soprattutto la stagione 2004 gli regala soddisfazioni: vince infatti la Menton-Savona, l'impegnativo Trofeo Zssdi, il prologo e due tappe al Giro delle Regioni e il GP Joseph Bruyere, oltre a diversi buoni piazzamenti. L'anno precedente era stato anche azzurro nella prova a cronometro degli Under 23 al Campionato del Mondo disputatosi a Hamilton.
Nel 2005 passa professionista con la Domina Vacanze e comincia ad ambientarsi nella massima categoria ciclistica. I progressi cominciano ad essere evidenti nel 2006 quando è nell'organico del Team Milram. Le buone prestazioni nell'avvio di stagione, culminate nel successo nell'ultima tappa del Giro del Mediterraneo, lo fanno entrare all'interno del treno di Alessandro Petacchi e viene pertanto convocato anche per correre il Giro d'Italia.
Nella corsa a tappe italiana lavora per il suo capitano nelle prime frazioni, ma dopo il ritiro di Petacchi per le conseguenze di una caduta, si piazza nei primi 10 in un paio di frazioni e si mette al servizio degli altri compagni designati quotidianamente per disputare lo sprint nelle tappe più semplici. Alla fine riesce a portare a termine il Giro e si guadagna la conferma per la stagione successiva. Anche il 2007 inizia con alcuni buoni piazzamenti nelle gare di inizio stagione.
Nel 2008 viene squalificato e condannato a pagare una multa al termine della quarta tappa del Tour Down Under per aver dato una spinta durante la volata al corridore di casa Mathew Hayman, che era caduto rompendosi una clavicola.
Nella stagione 2009 milita nelle file della Serramenti PVC Diquigiovanni-Androni Giocattoli. Alla fine della stagione non gli viene rinnovato il contratto.

## Palmarès
- 2003

5ª tappa Vuelta a la Comunidad de Madrid (Rivas Vaciamadrid > Rivas Vaciamadrid)
- 2004

Trofeo ZSŠDI
Menton - Savona
4ª tappa Giro delle Regioni (Arrone > Amelia)
6ª tappa Giro delle Regioni (Prato > Prato)
Grand Prix Joseph Bruyère
- 2006

6ª tappa Tour Méditerranéen (Sanremo > Sanremo)
- 2008

Schaal Sels

## Piazzamenti

### Grandi giri
- Giro d'Italia

2006: 137º
- Vuelta a España

2007: 138º